# Plutonizm
Plutonizm (od rzymskiego boga podziemia, Plutona) – ogół procesów geologicznych polegających na podziemnym tworzeniu, przemieszczaniu się magmy, jej zastyganiu w obrębie dolnej skorupy ziemskiej i górnego płaszcza (tzw. intruzje) oraz tworzeniu się z niej skał plutonicznych.
W wyniku wdzierania się magmy w skorupę ziemską powstają intruzje. Taka magma krzepnie powoli więc powstałe z niej skały mają strukturę holokrystaliczną. Intruzje dzielimy na zgodne i niezgodne.
2. Także istniejąca dawniej koncepcja, opracowana w XVIII wieku przez Jamesa Huttona, zakładająca, że wszystkie skały istniejące na Ziemi powstały na skutek działalności wulkanicznej m.in. zastygania magmy. Teorią przeciwną był neptunizm.